# Norfolius howensis
Norfolius howensis is een insect uit de familie van de Nymphidae, die tot de orde netvleugeligen (Neuroptera) behoort. 
Norfolius howensis is voor het eerst wetenschappelijk beschreven door Tillyard in 1917.